# Câu lạc bộ bóng đá Ngân hàng Bangkok
Câu lạc bộ bóng đá Ngân hàng Bangkok (tiếng Thái: สโมสรฟุตบอลธนาคารกรุงเทพ, tiếng Anh: Bangkok Bank FC là một câu lạc bộ bóng đá đã giải thể có trụ sở tại Bangkok, Thái Lan.

## Thành tích
- Thai League: 12

1964, 1966, 1967, 1969, 1970, 1981, 1984, 1986, 1989, 1994, 1996, 1997